# Кочубей, Василий Васильевич (1883)
Васи́лий Васи́льевич Кочубе́й (31 января 1883, Москва — 2 октября 1960, Франция) — пирятинский уездный предводитель дворянства, член IV Государственной думы от Полтавской губернии. Камер-юнкер Двора Его Императорского Величества (1908). Крупный землевладелец из рода Кочубеев.

## Биография
Василий Васильевич родился в семье камергера Василия Аркадьевича Кочубея (1826—1897) и графини Марии Алексеевны Капнист (1848—1925). По линии отца — внук сенатора Аркадия Васильевича Кочубея и Софии Николаевны Вяземской (1798—1834), по линии матери — Алексея Васильевича Капниста и Ульяны Дмитриевны Белуха-Кохановской. Имел двух родных братьев: Петра-младшего и Николая (1885—1947), а также трёх единокровных (от первого брака отца) — Аркадия (1853—1863), Петра-ст. (1851—1879) и Демьяна (1859—1872).
Образование получил в Александровском училище в Ялте. Затем прослушал два курса юридического факультета Петербургского университета.
В 1906—1917 годах избирался пирятинским уездным предводителем дворянства, был председателем уездной землеустроительной комиссии и уездного земского собрания, почётным мировым судьёй Гадячского и Пирятинского округов.
18 октября 1912 года избран в IV Государственную думу от общего состава выборщиков Полтавского губернского избирательного собрания, где вошёл в состав фракции «Союза 17 октября», после раскола которой декабре 1913-январе 1914 — в группу беспартийных, позднее — во фракцию в земцев-октябристов. В 1915 году с созданием Прогрессивного блока вошёл в его состав. Участвовал в работе комиссий: по наказу, по народному просвещению, по вероисповедным вопросам, по направлению законодательных предположений. Во время первой и второй сессий выступал докладчиком комиссии по направлению законодательных предположений. Своё депутатское денежное довольствие в годы первой мировой войны Кочубей передавал в Комитет для оказания помощи раненым и пострадавшим во время войны.
В феврале-марте 1917 года был назначен комиссаром Временного комитета Государственной думы по учреждениям бывшего ведомства императрицы Марии Федоровны и императрицы Александры Федоровны. С апреля 1917 член Военной комиссии Временного комитета Государственной думы. В числе 488 депутатов Государственной думы всех четырёх созывов принимал участие в Государственном совещании, которое проводилось в Москве 2(25)—15(28) августа 1917 года.
После октября 1917 года эмигрировал во Францию, где в Париже стал членом Капитула «Астрея», ложи «Астрея», и так называемой Англо-Саксонской ложи.
Скончался 2 октября 1960 года и был похоронен на кладбище Сент-Женевьев-де-Буа.

## Семья
С 5 февраля 1917 года был женат на Анне Игнатьевне Закревской (1887—1941), дочери Игнатия Платоновича Закревского и сестре Муры Будберг. В первом браке была замужем за Владимиром Владимировичем Ионовым (1880—1917).
Супруги имели двоих детей:
- Василий (1917—1943) — был женат на Елене Александровне Лодыженской (1914—2006), позднее (в 1944) вышедшей замуж за Андрея Дмитриевича Шмемана[5], в браке родился сын Василий (род. 1942)[6].
- Ольга (род. 1918)

## Комментарии
1. ↑  Офицер лейб-гвардии Конного полка. Скончался в эмиграции после 26 апреля 1931 года[3]